# Sevastopol' (nave da battaglia 1895)
La Sevastopol' (in russo Севастополь?) fu una nave da battaglia tipo pre-dreadnought della Voenno Morskoj Flot Rossijskoj Imperii, appartenente della classe Petropavlovsk. La nave prese il nome dalla battaglia di Sebastopoli, combattuta durante la guerra di Crimea.

## Caratteristiche tecniche
Nata come versione ingrandita e migliorata della Imperator Nikolaj I, la classe Petropavlovsk divenne poi un progetto nuovo a tutti gli effetti. Abbandonate le casematte, l'armamento secondario fu posizionato in torrette seguendo il design della statunitense classe Indiana. Il sistema propulsivo della Sevastopol', di produzione russa, si rivelò meno potente del previsto facendo rilevare solo 9.368 shp (6.986 kW), contro i 10.600 shp di progetto e gli oltre 11.000 erogati dalle navi sorelle Petropavlovsk e Poltava, equipaggiate con macchinari di costruzione britannica. Questo nonostante sulla Sevastopol' fossero installate 16 caldaie, contro le 14 installate delle sorelle. La produzione della corazzatura fu affidata a Stati Uniti e Germania, che però risentirono di problemi produttivi. Difatti, sola la Poltava ricevette la nuova corazzatura Krupp sia per lo scafo che per le torrette, e mentre la corazzatura della capoclasse Petropavlovsk era di semplice acciaio al nichel, sulla Sevastopol' si riuscì ad adottare una corazzatura Harvey almeno per lo scafo. Ciò evito di ricorrere all'aumento di spessore della corazzatura, ed al conseguente aumento di peso, che invece fu necessario sulla Petropavlovsk. L'armamento si discostava da quello delle sorelle per il minor numero di cannoni 47 mm (2"), sulla Sevastopol' ne erano infatti installati 10 contro i 12 previsti da progetto.

## Costruzione e varo
La Sevastopol' prese il nome dall'assedio di Sebastopoli, considerato il più importante episodio della guerra di Crimea. La nave fu impostata il 19 maggio 1892, circa nello stesso periodo della Sissoi Veliky, nei cantieri dell'ammiragliato a San Pietroburgo. La costruzione proseguì sotto la guida di due ingegneri, E. P. Andruschenko e N. I. Afanasyev.
Alla cerimonia che accompagnò l'inizio dei lavori presero parte anche l'imperatore Alessandro III ed il giovane cesarevič Nicola II.
La Sevastopol' fu varata il 1º giugno 1895 e, dopo il completamento dello scafo e dei ponti, nel 1898 fu trasferita a Kronštadt, dove fu completato l'allestimento con l'installazione dell'armamento e della corazzatura.
Terminata nel 1899, prese il mare sotto il comando di Nikolaj Chernishev, che rimase il suo capitano fino al 17 marzo 1904, quando l'incarico passò a Nikolaj Essen.

## Servizio

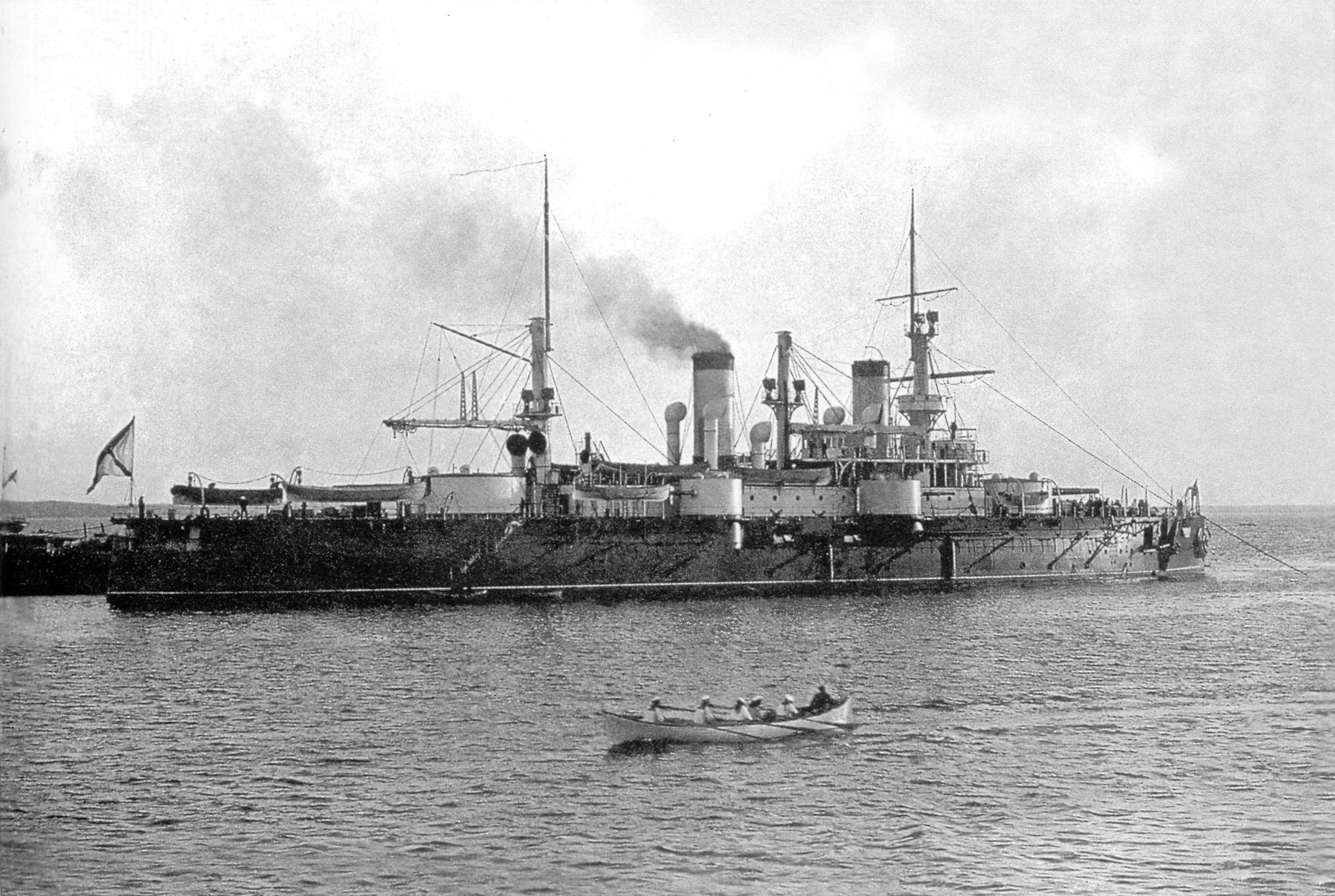
La Sevastopol a Kronštadt, settembre 1900. Durante la sua permanenza nel porto del Mar Baltico fu dotata delle nuove radio Popov e ridipinta di bianco.

La nave iniziò le prove in mare il 16 ottobre 1899 ed entrò in servizio nella Voenno Morskoj Flot Rossijskoj Imperii alla loro conclusione. Assieme alle sorelle Petropavlovsk e Poltava fu trasferita a Port Arthur, base navale del Primo Squadrone della flotta del Pacifico.
Nel settembre 1900 la Sevastopol' e la sorella Poltava furono le prime navi da battaglia russe a ricevere le nuove radio Popov.
Furono anche dipinte di bianco, lo stesso colore delle altre navi dello squadrone.
Al termine dei lavori, la Sevastopol' tornò a Port Arthur il 13 aprile 1901. Poiché in quel momento la Russia non era in guerra con nessuna nazione dell'Estremo Oriente, la Sevastopol' rimase in porto inattiva.
L'8 febbraio 1904, giorno dell'inizio della guerra russo-giapponese, la Marina imperiale giapponese lanciò un attacco a sorpresa contro la flotta russa all'ancora a Port Arthur. La Sevastopol' fu colpita da un proiettile di grosso calibro, da 203 mm o da 152 mm, che causò il ferimento di 2 membri dell'equipaggio in quel momento sul ponte. Le navi russe tentarono di inseguire la flotta giapponese, sparando alcuni colpi nella loro direzione, senza però ottenere alcun risultato.
Il 26 marzola Sevastopol' fu accidentalmente speronata dalla Peresvet, riportando danni all'elica.
Dopo l'attacco, lo squadrone russo tentò più volte di uscire dal porto. Durante uno dei tentativo, il 23 giugno, l'ammiraglio Wilhelm Withöft, comandante della flotta del Pacifico, si ritirò dopo essere stato intercettato dalla flotta giapponese. Durante il ritorno, nei pressi del porto, la Sevastopol' uscì leggermente della formazione e urtò una mina. L'esplosione causò 11 vittime tra l'equipaggio e la nave imbarcò molta acqua, ma riuscì comunque a tornare in porto.
Rimase in riparazione per 6 settimane, durante le quali scoppiò un incendio sul ponte, che causò 2 morti e 28 feriti.
Le navi da guerra russe erano troppo grandi per entrare nel bacino di carenaggio di Port Arthur, così furono costruiti grandi cassoni attorno alle navi stesse in modo che, una volta svuotati, permettevano l'accesso degli operai allo scafo.
Il 9 agosto, quando la terza armata del Dai-Nippon Teikoku Rikugun attaccò le difese esterne di Port Arthur, lo squadrone uscì dalla base.
Anche se la Sevastopol' non era completamente riparata, navigò col resto della flotta con uno dei cannoni della torretta principale di poppa inutilizzabile.
Le navi russe impegnarono la flotta giapponese in quella che sarebbe passata alla storia come la battaglia del Mar Giallo.
Nonostante si trovasse al centro della linea di battaglia durante lo scontro, la Sevastopol' riporto solo danni leggeri nel corso della giornata. Alla sera, le navi russe concentrarono il loro fuoco contro la nave ammiraglia della flotta giapponese, la Mikasa, in quel momento 11 km di distanza. Le navi da guerra giapponesi risposero al fuoco e la Sevastopol' ricevette diversi colpi sulle sovrastrutture, che causarono 1 morto e 62 feriti.
Pochi minuti dopo, la Mikasa fu raggiunta da 2 colpi da 305 mm e uno da 152 mm, sparati dalla Sevastopol' e dalla Retvizan, che causarono 40 vittime tra i membri dell'equipaggio. Quando ormai sembrava che i russi sarebbero riusciti a raggiungere Vladivostok, 2 colpi da 305 mm sparati dalla Asahi centrarono la torre di comando della nave ammiraglia russa, la Cesarevič, uccidendo Withöft ed il timoniere e ferendo gravemente il capitano. Priva di comando e col timone bloccato, la Cesarevič iniziò una stretta virata, inclinandosi di oltre 12°. Pensando che si trattasse di una manovra ordinata da Withöft, le navi russe iniziarono a seguire la Cesarevič, manovrando attentamente per non urtarsi tra loro. Il principe Pavel Ukhtomski, secondo in comando dello squadrone, a bordo della Peresvet, capì invece che qualcosa non andava e procedette a segnalare semaforicamente alle altre navi di fare rotta verso Port Arthur. I segnali furono gradualmente riconosciuto dalla Pobeda, dalla Poltava, dalla Pallada e dalla Sevastopol', che a seguito dei danni riportati in battaglia aveva 1 cannone da 152 mm e 2 da 47 mm fuori uso.
Tornato a Port Arthur il 10 agosto, lo squadrone scoprì che la città era stretta d'assedio dalla terza armata giapponese, sotto al comando del barone Nogi Maresuke. Il 23 agosto la Sevastopol' bombardò una postazione d'artiglieria giapponese, nel tentativo di fuggire assieme ad un gruppo di navi più piccole, ma dopo aver neutralizzato la batteria, fu costretta a tornare in porto dopo che una vedetta giapponese aveva avvistato le navi in avvicinamento. Mentre faceva manovra per rientrare a Port Arthur, la Sevastopol' urtò una mina e fu costretta a subire nuovi lavori di riparazione. Il 5 dicembre la terza armata conquistò la collina 203, che affacciandosi direttamente sul porto era in una posizione cruciale. Da lì furono in grado di sparare con un obice d'assedio da 280 mm contro le navi del Primo Squadrone che erano sopravvissute alla battaglia del Mar Giallo. Le navi erano a circa 5,7 km dalla collina, tutte nel raggio d'azione dell'artiglieria giapponese.
Entro il 9 dicembre furono affondate 4 navi da battaglia e 2 incrociatori. La Sevastopol', nonostante fosse stata colpita almeno 5 volte, riuscì ad allontanarsi dal porto e a rifugiarsi nel piccolo porto di White Wolf, dove poteva essere protetta da reti antisiluro ed altre protezioni. Nel frattempo il capitano della Sevastopol', Nikolaj Essen, pianificò di tentare di raggiungere Vladivostok superando il blocco giapponese, o in alternativa di raggiungere il Secondo Squadrone della flotta del Pacifico, di stanza a Madagascar.
Allo stesso tempo, il comandante della flotta giapponese, l'ammiraglio Tōgō Heihachirō, ricevette l'ordine diretto dell'imperatore Meiji di distruggere la Sevastopol'. Tōgō ordinò quindi l'attacco contro la nave da battaglia russa, che fu condotto da 6 ondate di cacciatorpediniere e da numerose torpediniere lanciate dalla Fuji e dalla Mikasa.
Gli attacchi giapponesi si protrassero per 3 settimane, durante le quali furono lanciati contro la nave russa 80 siluri, di cui solo 4, lanciati il 18 dicembre andarono a segno.
Di questi, 3 furono però fermati dalle reti di siluro che circondavano la nave, ma il quarto riuscì a colpire le eliche. Anche se gravemente danneggiata, la Sevastopol' rimase a galla, riuscendo ad affondare 2 cacciatorpediniere e danneggiandone 6, facendo contare tra le file giapponesi 35 vittime tra i marinai e 5 tra gli ufficiali. Un incrociatore giapponese, nel tentativo di attaccarla, urtò una mina ed affondò. Quando ricevette la notizia della resa di Port Arthur, il 2 gennaio 1905, Essen decise di arrendersi ma di non far catturare la nave ai giapponesi. Ordinò quindi di aprire le valvole che permettevano l'allagamento dello scafo, così che la Sevastopol' sprofondò raggiungendo il fondale, a 55 m di profondità. La sua altra opzione, cioè di tentare di raggiungere Vladivostok, era già stata vanificata dai danni riportati alle eliche. Per questa azione Essen fu insignito dell'Ordine di San Giorgio, all'epoca il secondo più alto degli Ordini cavallereschi russi. Tuttavia, un dispaccio proveniente da Tokyo riferì che la nave fu affondata da un siluro giapponese. A causa della profondità del mare e della sua posizione, la Sevastopol' fu l'unica nave da guerra russa affondata a Port Arthur a non essere recuperata dai giapponesi. Il suo relitto è tuttora situato all'ingresso di Port Arthur.